# كرملينغ (كولورادو)
كرملينغ (بالإنجليزية: Kremmling, Colorado)‏ هي بلدة تقع في مقاطعة غراند، كولورادو بولاية كولورادو في الولايات المتحدة. تأسست عام 1881، تبلغ مساحتها 3.4 (كم²)، وترتفع عن سطح البحر 2229 م، بلغ عدد سكانها 1578 نسمة في عام 2000 حسب إحصاء مكتب تعداد الولايات المتحدة وتصل الكثافة السكانية فيها 464.1 نسمة/كم2.

## وصلات خارجية
- Town of Kremmling
- The US50 - Cities and Towns in Colorado State
- Colorado Cities and Towns, Facts, Map, Flag, Colleges, Government, and More